# Lachenalia undulata
Lachenalia undulata là một loài thực vật có hoa trong họ Măng tây. Loài này được Masson ex Baker mô tả khoa học đầu tiên năm 1886.